# Hamza Zouaoui
Pour les articles homonymes, voir Zouaoui.
Hamza Zouaoui, né le 4 février 1987 à Alger, est un handballeur algérien.

## Palmarès

### En club
Compétitions internationales
- Ligue des champions d'Afrique (2)
  - Vainqueur en 2008, 2009 ( Cameroun) ( Maroc)
  - Finaliste en 2010 ( Maroc)
  - Troisième en 2018, 2007 ( Côte d'Ivoire) ( Bénin)
- Finaliste de la Supercoupe d'Afrique (1) en  2011 ( Burkina Faso)
- Finaliste Championnat arabe des clubs champions en 2019 ( Jordanie)
- Cinquième Championnat arabe des clubs champions en 2016 ( Tunisie)
- Troisième Championnat arabe des clubs champions en 2013 ( Tunisie)
- Troisième de la Coupe du monde des clubs de handball (1) en 2007 ( Égypte)

Compétitions nationales
- Vainqueur du Championnat d'Algérie (11) : 2005, 2006, 2007, 2008, 2009, 2010, 2011, 2013, 2014, 2017, 2018
- Vainqueur de la Coupe d'Algérie (12) : 2005, 2006, 2007, 2008, 2009, 2010, 2011, 2012, 2013, 2015, 2017, 2019
- Vainqueur de la Supercoupe d'Algérie (2) : 2016, 2018

### En équipe nationale
Championnats du monde
- 19e au championnat du monde 2009 ( Croatie)
- 15e au championnat du monde 2011 ( Suède)
- 17e au championnat du monde 2013 ( Espagne)

Championnats d'Afrique
- Médaille de bronze au championnat d'Afrique 2008 ( Angola)
- Médaille d'argent au championnat d'Afrique 2012 ( Maroc)

Jeux africains
- Médaille d'argent aux Jeux africains de 2007 ( Algérie)
- Médaille de bronze aux Jeux africains de 2011 ( Mozambique)

Jeux méditerranéens
- 5e aux Jeux méditerranéens 2009 ( Italie)
- 5e aux Jeux méditerranéens 2013 ( Turquie)

Jeux panarabes
- Médaille d'argent aux Jeux panarabes de 2007 ( Égypte)